# دریاچه لیکانکابور
دریاچه لیکانکابور یا لاگو لیکانکابور (به اسپانیایی: Lago Licancabur) دریاچه‌ای آتشفشانی در شیلی است که در دهانهٔ آتشفشان لیکانکابور واقع در ناحیهٔ آنتوفاگاستای ناحیهٔ سگوندا در استان ال لوا و نزدیک به سن پدرو ده آتاکاما و مرز شیلی با بولیوی قرار دارد. این دریاچه در ارتفاعی ۵۹۱۶ متری واقع شده و یکی از مرتفعترین دریاچه‌های جهان به‌شمار می‌رود. این دریاچه ۱۰۰ متر طول و ۷۰ متر عرض داشته و ژرفای آن به ۸ متر می‌رسد.
دریاچه لیکانکابور علی‌رغم قرارگرفتن کوه لیکانکابور در مرز بین شیلی با بولیوی به‌طور کامل در خاک شیلی قرار دارد زیرا از کل آتشفشان، تنها دو سوم پایینی از شیب شمال شرقی آن متعلق به بولیوی است و مرز بین‌المللی نیز در فاصلهٔ ۱ کیلومتری از شمال شرقی دریاچه قرار دارد.